# Polyrhachis dahlii
Polyrhachis dahlii é uma espécie de formiga do gênero Polyrhachis, pertencente à subfamília Formicinae.